# Vittorio Podestà
Vittorio Podestà (ur. 3 czerwca 1973) – włoski niepełnosprawny kolarz. Srebrny medalista paraolimpijski z Pekinu w 2008 roku oraz srebrny i dwukrotny brązowy medalista z Londynu w 2012 roku.

## Medale Igrzysk Paraolimpijskich

### 2012
- – Kolarstwo – sztafeta H1-4
- – Kolarstwo – trial na czas – H2
- – Kolarstwo – wyścig ze startu wspólnego – H2

### 2008
- – Kolarstwo – trial na czas – HC B